# Calotes bhutanensis
Espèce
Calotes bhutanensis est une espèce de sauriens de la famille des Agamidae.

## Répartition
Cette espèce est endémique du Bhoutan.

## Étymologie
Son nom d'espèce, composé de bhutan et du suffixe latin -ensis, « qui vit dans, qui habite », lui a été donné en référence au lieu de sa découverte, le Bhoutan.

## Publication originale
- Biswas, 1975 : Reptilia from Bhutan with description of a new species of Calotes Rafinesque. Journal of the Bombay Natural History Society, vol. 72, p. 774-777.